# Brasileirinhos
Brasileirinhos é um canal do YouTube criado em 2018 por Gatão (Elton Mesquita) e seu companheiro, Palhaço. O canal se utiliza do que chamam da estética "bolsowave", uma ramificação do vaporwave, para espalhar ideias advindas do olavismo, e virou cult dentro do bolsonarismo.
Um de seus vídeos mais famosos é o "Prudência e Sofisticação", onde ironizam os liberais que abandonaram Jair Bolsonaro através de uma propaganda soviética de ternos. A frase virou um lema entre os bolsonaristas. Também são conhecidos pela série de vídeos "Não Tenhais Medo".
Em 2021, Palhaço e Gatão foram mestres de cerimônia na estreia do documentário Nem Tudo se Desfaz, de Josias Teófilo.